# マリオン (カメラ)
マリオン（Marion & co. ）はイギリスのロンドン、ソーホーにかつて存在したカメラメーカーである。後にエペムに合併し、さらに発売元がソホに移され、第二次世界大戦中にカーショウとなり、戦後歴史を閉じた。
1892年世界最初の露出計となる計算尺式露出計「アクチノグラフ」を発売したことでも知られる。

## 製品一覧
- アカデミーカメラ（1882年頃[4]） - 当初は単なる二眼カメラであったが後にドリフィールドの指導で二眼レフカメラに発展した。レンズはペッツヴァールタイプ[4]。
  - アカデミー1号 - 3×3cm判写真乾板12枚詰め[4]。
  - アカデミー2号 - 5×5cm判写真乾板12枚詰め[4]。
  - アカデミー3号 - 8.25×8.25cm判写真乾板12枚詰め[4]。
  - アカデミー4号 - 8.25×10.8cm判写真乾板12枚詰め[4]。
- ミニチュアカメラ（1884年発売[5]） - 全金属製としては古いカメラで4.4×4.4cm判写真乾板を使用する小型カメラ[5]。ピント合わせはラック・アンド・ピニオンで外箱を前後させる方式[5]。シャッターはギロチン式[5]。シャッター板を引き上げるとレンズがカバーされ、板の孔を通してファインダーが覗けるようになる[5]。
- ソホ・レフレックス（1904年発売[6]） - ミラーが後退しつつ上がることで初めて画面対角線と同じ焦点距離のレンズを備え、この時期多数発売された木製大型一眼レフカメラ中でも一流の仕上げであった[7]ことから最も成功した機種の一つ[6]が、実際に現在の定評を受けるような仕上げになったのは1925年以降であり、それ以前の製品には特徴はない[2]。カーショウ製[6]フォーカルプレーンシャッターでT、B、1/16秒-1/800秒[8][6]。セルフキャッピングはないので、シャッターセットはミラーをセットしてから行う[6]。フォーマットはアトム（4.5×6cm）判[6]から4×5in判まであるが手札（8×10.5cm）判が一般的である[9][6]。レボルビングバックを備えるものがあり、360度回転できるが引き蓋が右または上に来るのが正常な位置[6]。ピント合わせはラック・アンド・ピニオン式[10]。レンズのライズ、シフトが可能で、ラック・アンド・ピニオン式ではなく手送り式[8]。凹ボードのようにレンズが埋め込まれる形で装着してあるため、絞りは2本のピンにより操作する[11]。
  - トロピカル・ソホ・レフレックス - ソホ・レフレックスをマホガニー製ボディー、真鍮金色仕上げしたトロピカル型[2][8]。カーショウ製フォーカルプレーンシャッターでT、B、1/18秒-1/700秒[8]。